# Kalki 2898 AD
Pour plus de détails, voir Fiche technique et Distribution.
Kalki 2898 AD est un film indien réalisé par Nag Ashwin, sorti en 2024.
C'est un film  de science-fiction post-apocalyptique inspiré par l'épopée mythologique relaté dans le livre sacré hindou Mahabharata.

## Synopsis
Après la bataille de Kurukshetra en 3102 av. J.-C., Ashwatthama est maudit par Krishna parce qu'il a essayé de tuer une femme enceinte, Uttarā. Il est condamné à l'immortalité et à errer sur Terre tout au long de l'âge noir du Kali Yuga. Sa rédemption pourra se faire en protégeant la femme qui mettra au monde Kalkî, dixième et dernier avatar de Vishnou, qui mettra fin au Kali Yuga.
En 2898, le monde est ravagé et il n'y a qu'une seule ville connue, Kasi. Au-dessus de cette ville, flotte le Complex qui est une structure en forme de pyramide inversée qui extrait toutes les ressources terrestres au profit de ceux qui y vivent. Ce monde totalitaire est dirigé par le Supreme Yaskin avec l'aide du Commander Manas et du Conseiller Bani. Toutes les femmes fertiles du monde sont capturées, retenues prisonnières en tant que cobayes au sein du Complex où elles sont mises enceintes de force. Raia, une jeune fille qui vient d'arriver en ville, échappe à son arrestation grâce à Rumi et des rebelles de Shambhala.

## Fiche technique
Sauf indication contraire, les informations mentionnées dans cette section peuvent être confirmées par la base de données cinématographiques IMDb,  présente dans la section « Liens externes ».
- Titre français : Kalki 2898 AD
- Réalisation et scénario : Nag Ashwin
- Décors : Nitin Zihani Choudhary
- Costumes : Thota Vijay Bhaskar et Shaleena Nathani
- Photographie : Djordje Stojiljkovic
- Montage : Kotagiri Venkateshwara Rao
- Musique : Santhosh Narayanan
- Production : C. Aswani Dutt, Swapna Dutt et Priyanka Dutt
- Budget : 72 millions $[2]
- Pays d'origine : Inde
- Langue originale : Télougou
- Format : Couleurs - 1,85:1 - Dolby Digital
- Genre : action, aventure, drame, fantastique, science-fiction, thriller
- Durée : 180 minutes
- Date de sortie :
  - Monde : 27 juin 2024

## Distribution
- Kamal Haasan : Supreme Yaskin Kali
- Amitabh Bachchan : Ashwatthama
- Prabhas : Bhairava / Karna
- Deepika Padukone : Sum 80
- Keerthy Suresh : Bujji (voix)
- Saswata Chatterjee : Commander Manas
- Anil George : Conseiller Bani
- Shobana : Mariam
- Pasupathy : Veeran
- Anna Ben : Kyra
- Disha Patani : Roxie

## Accueil
Film indien le plus cher de tous les temps avec un budget estimé à 72 millions de dollars, Kalki 2898 AD a réalisé en Inde le meilleur démarrage de tous les temps pour un film indien, avec 66 millions de dollars estimés pour ses premiers jours en salle. Succès également rencontré aux États-Unis où le film avait déjà cumulé 12,9 millions de dollars le 5 juillet 2024, ce qui en fait le sixième film indien le plus rentable de tous les temps dans ce pays, dépassant la barre des 15 millions de dollars le second week-end de sa sortie et y atteignant la troisième place.